# Wynton Kelly
 Der er for få eller ingen kildehenvisninger i denne artikel, hvilket er et problem. Du kan hjælpe ved at angive troværdige kilder til de påstande, som fremføres i artiklen.

Wynton Kelly (født 2. december 1931 i Jamaica og vokset op i Brooklyn, New York, død 12. april 1971 i Toronto Canada) var en jamaicansk/amerikansk jazzpianist.
Kelly er nok mest kendt fra Miles Davis' kvintet (1959-1963).
Han har spillet med Dizzy Gillespie, John Coltrane, Lester Young og Charles Mingus.
Kelly har ledet egne grupper, og indspillet for pladeselskaberne Blue Note Records, Riverside og Verve Records.
Han er familierelateret til elbassisten Marcus Miller.